# Ідіоматика
Ідіоматика є розділом мовознавства, який вивчає усталені експресивні одиниці, що формально відповідають рівню слова (однослівні ідіоми), рівню словосполучення та речення (образно-експресивні фразеологізми).

## Фразеологія та ідіоматика
Одним з найбільш дискусійних питань сучасної лінгвістики є співвідношення понять фразеологія та ідіоматика.
Серед лінгвістів не існує єдиної думки щодо обсягу поняття «фразеологія». Представники так званого вузького погляду на обсяг фразеології [Жуков 1978, 1986; Молотков 1977; Кунин 1996 та ін.] вважають, що до фразеології слід відносити відтворювані в мові стійкі сполучення слів, які мають хоча б один компонент, що зазнав певних семантичних трансформацій. Прихильники широкого погляду [Гаврин 1976; Копыленко 1978; Шанский 1985; Мокиенко 1989; Химик 2004 та ін.] тлумачать фразеологію як корпус будь-яких стійких сполучень слів незалежно від семантичної трансформації їх складових.
Видається доцільним дотримуватися широкого погляду, оскільки у такому випадку виокремлюється весь існуючий фонд фразеологічних одиниць мови. Широкий підхід залучає до фразеології різноманітні типи стійких мовних утворень (ідіоми-фразеологізми, крилаті вирази, паремії, вигукові й модальні ФО тощо), адже, перш за все, фразеологія є розділом мовознавства, що вивчає стійкі сполучення слів, тобто відтворювані у готовому вигляді фрази, про що переконливо свідчить сама назва цього розділу лінгвістики.
Звуження обсягу фразеології видається недоцільним і нелогічним, оскільки, у такому випадку з поля зору дослідника вилучається достатньо велика кількість стійких словосполучень, а ті одиниці, що становлять звужений за обсягом корпус усталених сполучень слів, не охоплюють всі відтворювані у готовому вигляді фрази й за логікою не можуть іменуватися спільною назвою «фразеологія».
В іншому разі виявляється, що існує ще одна фразеологія за межами фразеології у вузькому сенсі. Широкий підхід до вивчення фразеології враховує всі словосполучення, що характеризуються відтворюваністю. Одиниці, що складають корпус фразеологізмів, слід поділяти на підкласи за структурним, семантичним, стилістичним тощо критеріями.
Аналізуючи поняття фразеології та ідіоматики, слід звернути увагу на нетотожність явища фразеологізації та ідіоматизації. О. В. Кунін визначає сутність фразеологізації як «утворення фразеологічних одиниць і стійких сполучень нефразеологічного характеру в результаті поступового процесу набуття сполученнями слів всіх елементів фразеологічної стійкості або всіх елементів стійкості нефразеологічного характеру» [Кунин 1996]. Таким чином, головною ознакою фразеологізації визнається стійкість.
Слід зазначити, що під фразеологічними одиницями О.В Кунін переважно розуміє ідіоми-фразеологізми (відштовхуючись від вузького тлумачення фразеології), а під стійкими сполученнями нефразеологічного характеру – відтворювані словосполучення, що, на його думку, не входять до корпусу фразеології. Відповідно, обсяг фразеології майже дорівнюється обсягу ідіоматики. Ідіоматика ж розглядається як окремий семантичний клас фразеологізмів, до якого належать немотивовані ФО, або зрощення (Hobson's choice, a white elephant), і повністю/частково образно умотивовані ФО (a back number, the proof of the pudding is in the eating) [Кунин 1988]. Диференціацію стійких сполучень слів слід проводити як дихотомію ідіом-фразеологізмів та фразеологічних одиниць неідіоматичного характеру.
Фразеологізація є процесом стабілізації й закріплення у мовній практиці певного мовного колективу готових (відтворюваних), відносно стійких мовних комплексів. За формально-граматичним критерієм ці комплекси співвідносяться зі словосполученням або реченням [Ройзензон 1961].
Ідіоматизація є процесом перетворення закріпленого в узусі відтворюваного мовного комплексу в експресивну одиницю мови. Явище ідіоматизації завжди супроводжується семантичними трансформаціями.
В основі явища ідіоматизації лежить процес переінтерпретації значення, внаслідок чого спостерігається відносна непрозорість зв'язку між актуальним значенням ідіоми та її формою [Баранов, Добровольский 1996]. Отже, явище фразеологізації пов'язане з усталенням структур словосполучення або речення, їх легкою відтворюваністю у процесі мовлення, у той час як ідіоматизація є семантичним явищем, кінцевим результатом якого є набуття одиницею експресивності з метою ефективного впливу на свідомість суб'єктів дискурсу.
До ідіом, таким чином, можна віднести такі групи фразеологізмів, що зазнали ідіоматизації у процесі ідіомотворення: зрощення, напівзрощення, єдності, напів'єдності та частину ідіоматичних виразів (ідіоми-паремії).
Отже, поняття «фразеологія» та «ідіоматика» перехрещуються, але не суперечать одне одному. Пропонується розрізняти фразеологічні одиниці ідіоматичного і неідіоматичного характеру, оскільки не всі фразеологізми є ідіомами. З іншого боку, ідіоматика виходить за межі фразеології.
Таким чином, фразеологія та ідіоматика мають, по-перше, зону перетину, до якої належать фразеологізми-ідіоми, по-друге, свої власні сфери компетенції.
Отже, ідіоматика є прошарком лексикону мови, до складу якого входять різноструктурні вторинні експресивні номінації – слова, словосполучення та речення. За таким тлумаченням ідіоматика справді виходить за межі фразеології.
Широкий підхід до вивчення фразеологічних одиниць видається більш виваженим, адже фразеологія є розділом мовознавства, що вивчає стійкі сполучення слів, тобто відтворювані у готовому вигляді вислови. Відповідно, у фразеологічному складі мови можна виокремити два сегменти: сполучення слів із переосмисленим компонентом/ компонентами (ідіоматика) та сталі вирази, що не зазнали семантичних трансформацій.
З іншого боку, переосмисленню може піддаватися і значення однослівних мовних одиниць, тобто поняття ідіоматики виходить за межі фразеології. Диференціація корпусу ідіом сучасної англійської мови за формальним, семантичним і функціональним критеріями надає підстави для виокремлення прошарку однослівних ідіом, які формально відповідають слову, а за змістом і функцією наближаються до ідіом-фразеологізмів.
Занадто вузьке і структурно лімітоване тлумачення ідіоматики призвело до того, що ідіоми досліджувалися переважно на рівні словосполучення (тобто ідіоми-фразеологізми), у той час як однослівним ідіомам майже не приділялося уваги.